# Protocolo Alba
El Protocolo Alba es un proceso para la atención, reacción y coordinación entre  los tres niveles de administración (local, estatal y federal) cuando existe el extravío de mujeres y niñas. Inicialmente implementado en Ciudad Juárez y posteriormente en otros estados del territorio mexicano. 

## Objetivo
El Protocolo Alba (o Protocolo Naranja) contiene una serie de pasos a seguir cuando es presentada una denuncia ante los funcionarios competentes que implique la desaparición de una niña o mujer para su localización con vida.
Implementando una ventanilla única, coordinando corporaciones, con perspectiva de género y brindando una protección integral en los tres niveles de administración (local, estatal y federal).

## Historia
Con el primer feminicidio registrado en Ciudad Juárez en 1993 las familias de las víctimas iniciaron maneras de localizar a las mujeres desaparecidas siendo una medida el estar desde el alba buscando, de ahí el nombre.[cita requerida]  Desde 2003 en  se formalizó el protocolo Alba en el Estado de Chihuahua. 
El 16 de noviembre de 2009 la Corte Interamericana de Derechos Humanos falló contra el Gobierno Mexicano dictando la implementación de medidas para búsqueda y localización de mujeres.

## Estados que la implementan
- Chihuahua[5]
- Colima[6]
- Estado de México[2]
- Sonora
- Guerrero[7]
- Jalisco[8]
- Michoacán
- Morelos
- Querétaro[9]
- Quintana Roo[10]
- Tabasco[11]
- Guanajuato
- Chiapas
- Nuevo León
- Tamaulipas
- Tlaxcala[12]